# Zwingli-Hochbunker

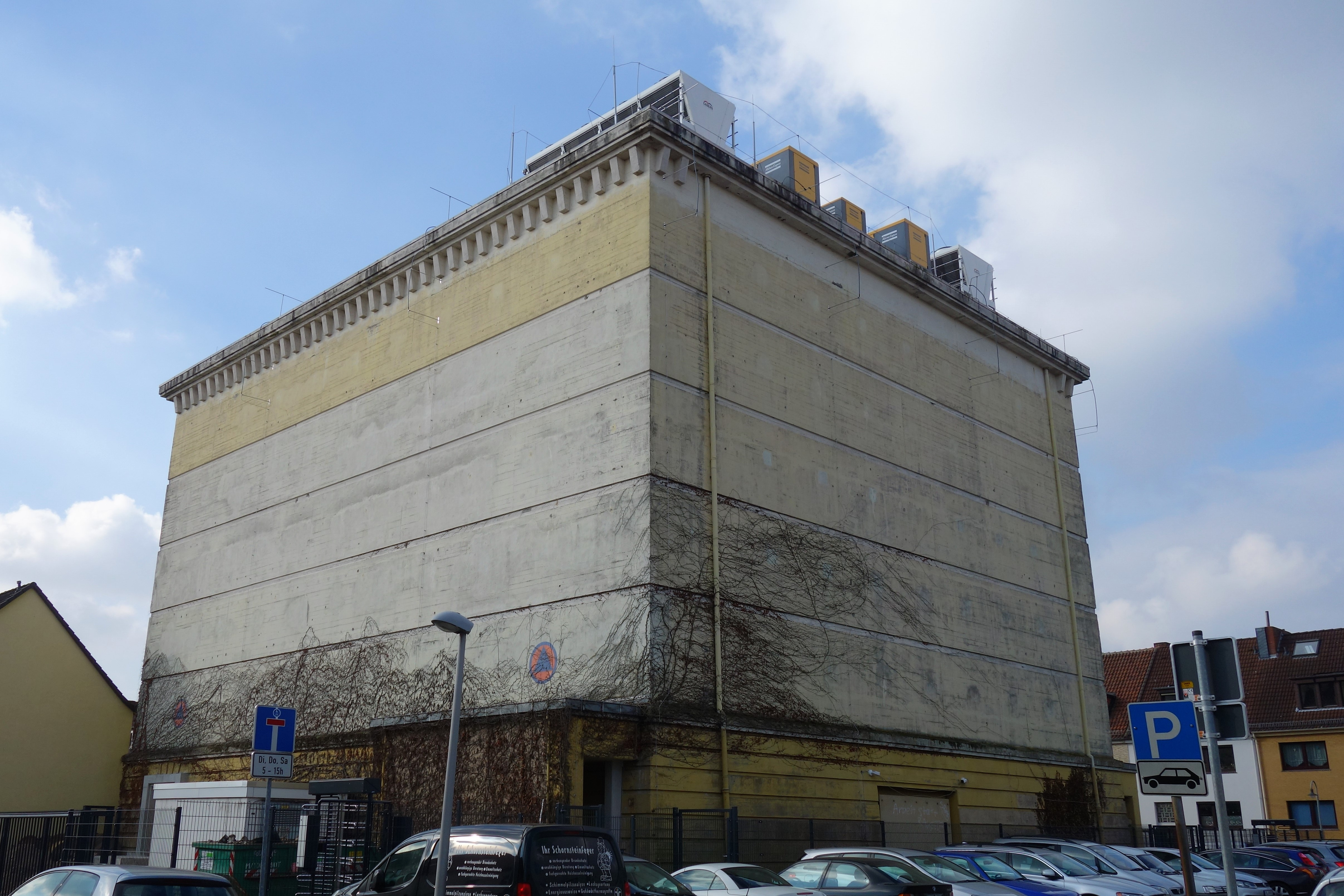
Zwingli-Hochbunker nach dem Umbau zum Rechenzentrum

Der Zwingli-Hochbunker ist ein im Bremer Westend, Stadtteil Walle, gelegener ehemaliger Luftschutz- und Atomschutzbunker.

## Erbauung und Nutzung
Der Zwingli-Hochbunker ist eine der 171 bombensicheren Luftschutzbauten, die bis zum Ende des Zweiten Weltkrieges in Bremen errichtet wurden. Offiziell wurde der Bunker während des Krieges nicht freigegeben, aber dennoch ab 1944 von der Bevölkerung genutzt, auch in der Nacht zum 19. August 1944 während des schwersten Luftangriffs, den Bremen erlebte. Rund 500 Bomber warfen während des Luftangriffs 68 Minenbomben, 2323 Spreng-, 10.800 Phosphor- und 108.000 Stabbrandbomben ab. Im Bericht Nr. 27 des Löschzuges „West 2“ der Bremer Feuerwehr heißt es:

„Totalschaden – Die Hauptaufgabe war, ca. 2000 Menschen, welche sich im Hochbunker, der ringsum vom Feuer umgeben war, befanden, zu retten. Es gelang dem Löschzug diese Aufgabe restlos zu lösen…“

Viele Stunden haben die Menschen verzweifelt im Flammenmeer bei glühender Hitze ausgehalten, obwohl die Flammen aus dem Straßenpflaster schlugen und flüssiger Teer im Rinnstein waberte, wie die Feuerwehr Bremen die Bombennacht beschreibt.

## Nachkriegszeit
Zur Zeit des Kalten Krieges wurde der Zwingli-Hochbunker zum Atomschutzbunker ausgebaut. Nach im Bremer Staatsarchiv verwahrten Bestandplänen wurden von 1967 bis 1979 folgenden Anlagen erneuert oder installiert:
- Brunnenanlage mit Wasserversorgung
- Notstromgenerator
- Luft-Sandfilteranlage
- Luft-Kohlefilter
- Lüftungsanlage
- Bestuhlung
- Betten
- Toilettenanlagen
- Dekontaminationsduschen
- Tunnel als Vorbau
- Elektroanlage
- Lautsprecheranlage
- Telefonsystem
- Schleusentüren

## Nach dem Kalten Krieg
Nach dem Fall des Eisernen Vorhanges wurde der Zwingli-Hochbunker durch den Wegfall der Bedrohungslage zurückgerüstet.

## Nutzung als Rechenzentrum
2011 wurde der Atom-Bunker vom Bund und Bremen an ein Bremer Unternehmen veräußert. Dieses hat den Bunker zu einem Rechenzentrum (Datacenter) ausgebaut. Dank der Beton-Hülle ist das Rechenzentrum vor Beschädigungen durch  Flugzeugabstürze gesichert. Die Universität Bremen erarbeitete ein Konzept, um das Bauvorhaben besonders energieeffizient zu gestalten. Im Rahmen des Wissenschaftsprojektes nordwest2050 wurde die energieeffizienteste Art der Klimatisierung für das Rechenzentrum untersucht. 2013 wurde daraufhin eine Geothermieanlage errichtet.